# Iles et pointe Bruzzi, étangs de Chevanu et d'Arbitru
Iles et pointe Bruzzi, étangs de Chevanu et d'Arbitru este o arie protejată (sit de importanță comunitară — SCI) din Franța întinsă pe o suprafață de 358 ha, din care 17 % marine.

## Localizare
Centrul sitului Iles et pointe Bruzzi, étangs de Chevanu et d'Arbitru este situat la coordonatele 41°28′11″N 9°01′39″E / 41.46972°N 9.0275°E.

## Înființare
Situl Iles et pointe Bruzzi, étangs de Chevanu et d'Arbitru a fost declarat arie specială de conservare în baza directivei 92/43 din 1992 referitoare la conservarea habitatelor naturale și a faunei și florei sălbatice pentru a proteja 4 specii de animale.

## Biodiversitate
Situată în ecoregiunea mediteraneană, aria protejată conține 23 de habitate naturale: Tufărișuri halo-nitrofile (Pegano-Salsoletea), Dune de pe litoral fixate cu Crucianellion maritimae, Păduri de Quercus ilex și Quercus rotundifolia, Straturi cu Posidonia (Posidonion oceanicae), Lagune de coastă, Vegetație anuală la limita mareei, Salicornia și alte specii anuale care populează regiunile mlăștinoase și nisipoase, Pășuni mediteraneene udate de apa mării (Juncetalia maritimi), Dune cu vegetație ierboasă Malcolmietalia, Matorral arborescenți cu Juniperus spp., Galerii și tufărișuri riverane sudice (Nerio-Tamaricetea și Securinegion tinctoriae), Phrygana din Mediterana de Vest de pe vârfurile falezelor (Astragalo-Plantaginetum subulatae), Pajiști umede mediteraneene cu ierburi înalte de Molinio-Holoschoenion, Iazuri temporare mediteraneene, Faleze cu vegetație de Limonium spp. endemic de pe coastele mediteraneene, Tufărișuri halofile mediteraneene și termo-atlantice (Sarcocornetea fruticosi), Dune de coastă cu Juniperus spp., Păduri de Quercus suber, Terase mlăștinoase și terase nisipoase neacoperite de apă la reflux, Dune cu tufărișuri sclerofile Cisto-Lavenduletalia, Dune mobile cu vegetație embrionară, Dune mobile de-a lungul țărmului cu Ammophila arenaria („dune albe”), Pante stâncoase silicioase cu vegetație casmofită.
La baza desemnării sitului se află mai multe specii protejate:
- mamifere (1): liliacul mic cu potcoavă (Rhinolophus hipposideros)
- nevertebrate (1): Papilio hospiton
- reptile (2): țestoasa de baltă (Emys orbicularis), Euleptes europaea

Pe lângă speciile protejate, pe teritoriul sitului au mai fost identificate 4 specii de plante, 2 specii de amfibieni, 1 specie de nevertebrate.